# 金山浩
金山浩（韓語：김산호，1982年2月12日—），韓國男演員。
金山浩畢業於首爾藝術大學演技科、韓國藝術院演技音樂劇科。2006年，出演音樂劇《風之國》而出道。他還參演過音樂劇《油脂》、《The Fantasticks》以及金光石的《The Days》。他還在《月之戀人－步步驚心：麗》中飾演皇太子王武（高麗惠宗）而為人所知。

## 學歷
- 首爾藝術大學演技科
- 韓國藝術院演技音樂劇科

## 演藝活動

### 電視劇
- 2006年 KBS2《再見先生》飾 金東來
- 2006年 KBS2《请用笑脸回望（朝鲜语：웃는 얼굴로 돌아보라）》
- 2007年 MBC《泡菜奶酪微笑》
- 2008年 KBS2《親親老爸》飾 江民
- 2009年 SBS《該隱與亞伯》飾 醫師
- 2009年 tvN《沒禮貌的英愛小姐》飾 金山浩
- 2011年 tvN《花美男拉麵店》飾 金山浩
- 2012年 KBS2《愛情啊愛情啊》飾 姜泰范
- 2013年 Mnet《Monstar》飾 崔俊九
- 2014年 MBC音樂《멘탈사수》飾 山浩
- 2016年 SBS《月之戀人－步步驚心：麗》... 飾 皇太子 王武（2代王惠宗）
- 2018年 SBS《離別已別離》飾 文鍾元
- 2019年 KBS1《拜託了，夏天啊》飾 韓錫浩
- 2020年 MBC every1《戀愛雖然麻煩，但更討厭孤獨！》飾 金東錫
- 2023年 KBS《高麗契丹戰爭》飾演 鄭成

### 電影
- 2008年 《男友从军记（朝鲜语：기다리다 미쳐）》 ... 飾 정은석
- 2010年 《汝矣島（朝鲜语：여의도 (영화)）》 ... 飾 박민혁
- 2011年 《完美搭档》 ... 飾 민수

### 音樂劇
- 2006年 《風之國（朝鲜语：바람의 나라 (뮤지컬)）》 ... 飾 괴유
- 2006年 《油脂》 ... 飾 Danny Zuko
- 2009年 《신상남 뮤지컬 콘서트》 ... 飾 섹시 가이
- 2009年 《Thrill me（英语：Thrill me）》 ... 飾 리차드 그
- 2010年 《The Fantasticks（英语：The Fantasticks）》 ... 飾 마트
- 2010年 《뮤직 인 마이 하트》 ... 飾 장재혁
- 2011年 《年轻的行进（朝鲜语：젊음의 행진）》 ... 飾 왕경태
- 2011年 《狼的誘惑》 ... 飾 반해원
- 2012年 《咖啡因》 ... 飾 강지민
- 2012年 《리걸리 블론드》 ... 飾 워너
- 2013年 《The Days》 ... 飾 대식

## 外部連結
- San-ho 金山浩的X（前Twitter）
- Kim San-ho的Cyworld專頁
- Kim San-ho在韩国电影数据库（KMDb）上的資料（韓語）
- Kim San-ho在互联网电影资料库（IMDb）上的資料（英文）
- 金山浩的Instagram帳戶